# Базилевські

Герб роду Базилевські

Базиле́вські — українські поміщики на Полтавщині, вихідці з козацької старшини. 
З другої половини 17 століття до середини 18 століття були сотниками Білоцерківської сотні Миргородського полку. Закріпачуючи селян і козаків, захоплюючи і купуючи землі, Базилевські зосередили в своїх руках великі земельні володіння. В 80-х роках 18 століття Базилевським належало 12 сіл з 10 634 кріпаками в Київському, Харківському і Катеринославському намісництвах. 
У маєтку Базилевських у селі Турбаях вибухнуло Турбаївське повстання, під час якого повсталі кріпаки вбили трьох поміщиків Базилевських.